# جامعة باوهاوس (فايمار)
جامعة باوهاوس، فايمار (بالإنجليزية: Bauhaus University, Weimar)‏ هي جامعة عامة في ألمانيا، أُسِّسَت عام 1860.

## إحصائيات
يبلغ عدد طلاب الجامعة 4,219 طالب.

## وصلات خارجية
- الموقع الإلكتروني